# Анрі Фоконньє
Анрі Фоконньє (фр. Henri Fauconnier; 26 лютого 1879, Барбезьє — 14 квітня 1973, Париж) — французький письменник.
Він покинув Шаранту на початку 20 століття. Навчався в Англії. У березні 1905 року завдяки допомозі свого друга Франка Поста він виїхав разом з Жаном Одуеном на Борнео. У 1905—1925 роках він був у Малайї, де займався, зокрема, роботою на гумовій плантації. Він описав це в романі «Малайзія» («Малайська пригода», переклад Роберта Стіллера, 1986). Книга отримала Гонкурівську премію 1930 року. У 1925 році він виїхав до Тунісу та оселився у Радісі.